# Tasovice (Kostelec u Heřmanova Městce)
Tasovice jsou malá vesnice a část obce Kostelec u Heřmanova Městce v okrese Chrudim. Nachází se asi 1,5 kilometru jižně od Kostelce u Heřmanova Městce. Tasovice leží v katastrálním území Kostelec u Heřmanova Městce o výměře 7,47 km².

## Historie
První písemná zmínka o vesnici pochází z roku 1544.